# Agents of Oblivion (album)
Agents of Oblivion је једини објављени албум групе Ејџентс оф Обливион.

## Песме
| №               | Назив                          | Трајање |  |
| 1.              | Endsmouth                      | 4:24    |  |
| 2.              | Slave Riot                     | 3:21    |  |
| 3.              | A Song That Crawls             | 4:10    |  |
| 4.              | Dead Girl                      | 6:25    |  |
| 5.              | Phantom Green                  | 5:06    |  |
| 6.              | The Hangman's Daughter         | 4:34    |  |
| 7.              | Ladybug                        | 4:33    |  |
| 8.              | Ash of the Mind                | 3:52    |  |
| 9.              | Wither                         | 4:18    |  |
| 10.             | Paroled in '54                 | 5:04    |  |
| 11.             | Anthem (for this Haunted City) | 3:40    |  |
| 12.             | Cosmic Dancer                  | 5:34    |  |
| 13.             | Big Black Backwards            | 6:42    |  |
| Укупно трајање: | Укупно трајање:                | 56:43   |  |

## Чланови
- Декс Ригз - вокали, гитаре
- Мајк Санчез - гитаре
- Алекс Бергерон - бас гитаре
- Чак Питре - клавијатуре
- Џеф Мекарти - бубњеви

Илистрације на омоту албума, као и илустрације на самом диску су преузете из Хелбој стрипова.

### Додатне белешке
- Endsmouth je песма посвећена стрипу Neil Gaiman's Only the End of the World Again које су засноване Чулу митовима.
- Крај песме "Phantom Green" је узет из Тим Бартоновог филма Ed Wood из 1994. године.
- Песма "Dead Girl" је обрада истоимене Есид Бетове песме која се налази на албуму Paegan Terrorism Tactics.
- "Cosmic Dancer" је оврада истоимене песме енглеске рок групе Т. Рекс.
- Постоји још једна верзија албума која садржи обраду песме "Skulls" бенда Мисфитс
- Песме "Big Black Backwards" и "Slave Riot" садрже аудио клипове из филма Gummo.